# Alkmaar Zaanstreek 2021-2022
Questa voce raccoglie le informazioni riguardanti l'Alkmaar Zaanstreek nelle competizioni ufficiali della stagione 2022-2023.

## Stagione
- In Eredivisie l'AZ Alkmaar si classifica al quinto posto (61 punti), dietro al Twente e davanti al Vitesse. Vince i play-off per la qualificazione alla Conference League.
- In KNVB beker sono eliminati in semifinale dall'Ajax (0-2).
- In Europa League vengono eliminati nei play-off qualificazione dagli scozzesi del Celtic (2-3 complessivo), qualificandosi alla fase a gironi della Conference League.
- In Conference League vengono inseriti nel gruppo D con CFR Cluj, Jablonec e Randers, si classificano al primo posto con 14 punti e accedono alla fase finale. Vengono eliminati agli ottavi di finale dai norvegesi del Bodø/Glimt (3-4 complessivo).

## Maglie e sponsor
Il fornitore tecnico per la stagione 2022-2023 è Nike, mentre lo sponsor ufficiale è AFAS Software.
| Casa | Trasferta | Terza divisa |

### Rosa
| N. |                        | Ruolo | Calciatore            |
| -- | ---------------------- | ----- | --------------------- |
| 1  | Danimarca (bandiera)   | P     | Peter Vindahl Jensen  |
| 2  | Giappone (bandiera)    | D     | Yukinari Sugawara     |
| 3  | Grecia (bandiera)      | D     | Pantelīs Chatzīdiakos |
| 4  | Paesi Bassi (bandiera) | D     | Bruno Martins Indi    |
| 5  | Paesi Bassi (bandiera) | D     | Owen Wijndal          |
| 6  | Norvegia (bandiera)    | C     | Fredrik Midtsjø       |
| 7  | Marocco (bandiera)     | A     | Zakaria Aboukhlal     |
| 8  | Ghana (bandiera)       | A     | Kamal Sowah           |
| 9  | Grecia (bandiera)      | A     | Vaggelīs Paulidīs     |
| 10 | Paesi Bassi (bandiera) | C     | Dani de Wit           |
| 11 | Svezia (bandiera)      | A     | Jesper Karlsson       |
| 12 | Paesi Bassi (bandiera) | P     | Hobie Verhulst        |
| 14 | Paesi Bassi (bandiera) | C     | Peer Koopmeiners      |

| N. |                        | Ruolo | Calciatore        |
| -- | ---------------------- | ----- | ----------------- |
| 15 | Norvegia (bandiera)    | D     | Aslak Fonn Witry  |
| 16 | Paesi Bassi (bandiera) | P     | Beau Reus         |
| 17 | Turchia (bandiera)     | A     | Yusuf Barası      |
| 18 | Norvegia (bandiera)    | C     | Håkon Evjen       |
| 19 | Paesi Bassi (bandiera) | A     | Jelle Duin        |
| 20 | Paesi Bassi (bandiera) | C     | Jordy Clasie      |
| 21 | Paesi Bassi (bandiera) | A     | Ernest Poku       |
| 23 | Paesi Bassi (bandiera) | C     | Mohamed Taabouni  |
| 24 | Paesi Bassi (bandiera) | C     | Tijjani Reijnders |
| 25 | Paesi Bassi (bandiera) | C     | Riechedly Bazoer  |
| 26 | Ungheria (bandiera)    | D     | Milos Kerkez      |
| 30 | Paesi Bassi (bandiera) | P     | Mees Bakker       |
| 31 | Paesi Bassi (bandiera) | D     | Sam Beukema       |